# Héctor Alarcón Manzano
Héctor Alarcón Manzano (Concepción, 13 de marzo de 1949) es un periodista y profesor chileno. Se ha desempeñado en distintos medios de comunicación de Chile, entre ellos destacan sus 30 años de trabajo como corresponsal del diario El Mercurio. Además fue profesor de la Universidad de Concepción. Tiene más de 50 años de trayectoria en el periodismo deportivo chileno. En el año 2010 recibió el Premio Nacional de Periodismo Deportivo, galardón entregado por el Círculo de Periodistas Deportivos de Chile.

## Biografía
Se tituló como periodista de la Universidad de Concepción en el año 1974. Trabajó en Canal 5, Canal 13, la Red, TVU y Televisión Nacional de Chile. Además trabajó en distintas estaciones radiales de Chile; radio Tomé, Simón Bolívar, Chilena, Bío-Bío, y radio Femenina.
Fue Jefe de Prensa en diversos eventos deportivos tales como Odesur de 1986, Copa Mundial de Fútbol Sub-20 de 1987.

### Controversias
En junio de 2015 existieron denuncias de parte de estudiantes que indicaban comportamientos machistas por parte de Héctor Alarcón en su trabajo como profesor de la Universidad de Concepción. A estas denuncias, Alarcón se defendió indicando que esto se encontraba descontextualizado.

## Premios
| Premio                                  | Año  |
| --------------------------------------- | ---- |
| Premio Nacional de Periodismo Deportivo | 2010 |